# فرض القوة

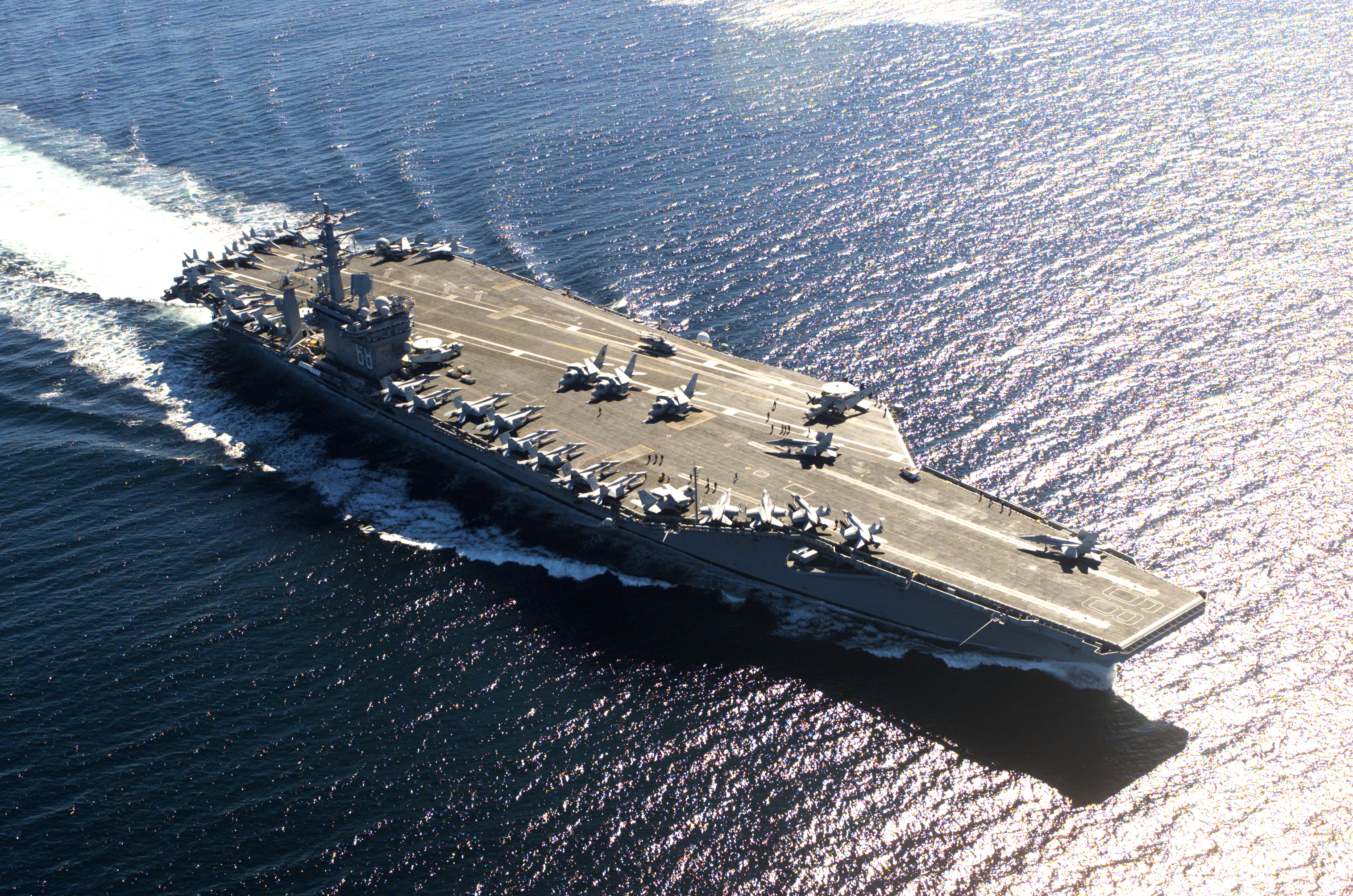
تلعب حاملات الطائرات مثل يو إس إس نيمتز دورا مهما في فرض الهيمنة.

فرض القوة أو فرض الهيمنة (بالإنجليزية: Power projection)‏ هو مصطلح عسكري وسياسي يتم استخدامه للإشارة إلى قدرة دولة ما على نشر قواتها العسكرية خارج أراضيها وتوجيهها والحفاظ عليها. هذه القدرة هي عنصر حاسم في مدى تأثير الدولة في العلاقات الدولية. حتى الدول التي لديها قوة صلبة (مثل توفرها على قوات عسكرية بأعداد كبيرة) قد تكون قادرة فقط على ممارسة تأثير إقليمي محدود طالما أنها تفتقر إلى وسائل لفرض قوتها على نطاق عالمي. عموما، فقط دول قليلة قادرة على التغلب على الصعوبات اللوجستية في تأسيس وتوجيه قوة عسكرية حديثة.
هذه القدرة هي عنصر حاسم في قوة الدولة في العلاقات الدولية. قد يُقال عن أي دولة قادرة على توجيه قواتها العسكرية خارج أراضيها إنّ لديها درجة ما من قدرة فرض القوة، لكن المصطلح نفسه يُستخدم بشكل متكرر في إشارة إلى الجيوش ذات الانتشار العالمي (أو على الأقل الأوسع بكثير من المنطقة المباشرة للدولة). حتى الدول ذات الموارد الضخمة من القوة الصلبة (مثل جيش عامل كبير) قد لا تتمكن إلا من ممارسة نفوذ إقليمي محدود طالما أنها تفتقر إلى الوسائل اللازمة لفرض قوتها بفعالية على نطاق عالمي. عمومًا، لا تستطيع سوى قلة قليلة من الدول التغلب على الصعوبات اللوجستية الملازمة لنشر قوة عسكرية آلية حديثة وتوجيهها.
في حين أن المقاييس التقليدية لفرض القوة تركز عادة على موارد القوة الصلبة (الدبابات، والجنود، والطائرات، والسفن البحرية، وإلخ)، تشير نظرية «القوة الناعمة» الناشئة إلى أنه ليس من الضروري  أن يشمل فرض القوة الاستخدام النشط للقوات العسكرية في القتال. يكطم لموارد فرض القوة غالبًا أن تكون ذات استخدامات مزدوجة، كما يوضح نشر جيوش الدول المختلفة أثناء الاستجابة الإنسانية لزلزال المحيط الهندي عام 2004. قد تكون قدرة الدولة على فرض قواتها في منطقة ما بمنزلة وسيلة ضغط دبلوماسي فعالة، وتؤثر على عملية صنع القرار وتعمل كرادع محتمل لسلوك الدول الأخرى.

## التاريخ
تتضمن الأمثلة المبكرة لفرض القوة؛ الهيمنة الرومانية على أوروبا: ترتبط القدرة على فرض القوة بالقدرة على الابتكار واستكشاف هذه الابتكارات. وفرت الابتكارات الهندسية الرومانية مثل الآلات (الحفّارة)، والخرسانة، وقنوات المياه، والطرق الحديثة الأساسَ لمحرك اقتصادي قدم القوة إلى جيش عسكري لم يكن له مثيل في ذلك الوقت. من أمثلة فرض القوة الرومانية بناء يوليوس قيصر جسر نهر الراين خلال 10 أيام ليظهر قدرته على تسيير قواته البالغ عددها 40,000 فرد كما يراه مناسبًا: تمتع السكان المحليون بالحماية الطبيعية للنهر وهربوا عندما تعرضت هذه الحماية الطبيعية للخسارة. على الرغم من أن روما بعيدة عن مركز القوة الحديثة، فيمكن رؤية تأثيرها  في البنية المعمارية للعواصم الحديثة في جميع أنحاء العالم (القباب والأقواس والأعمدة). إن إظهار قدرة عسكرية مبتكرة واستثنائية سيشير إلى وجود سلطة وعند تطبيقها بشكل مناسب؛ ستنهي النزاعات بشكل موجز وسريع.
خلال رحلات كنز مينغ في القرن الخامس عشر، جُهّز أسطول الكنوز الصيني عسكريًا بشدة لممارسة فرض القوة حول المحيط الهندي وبالتالي تعزيز مصالحه.
يمكن ربط القدرة الحديثة على فرض القوة وممارسة التأثير على نطاق عالمي بالابتكارات الناشئة عن الثورة الصناعية والتحديثات المرتبطة بها في التكنولوجيا والاتصالات والتمويل والبيروقراطية؛ وقد سمح ذلك أخيرًا للدولة بإنشاء مبالغ غير مسبوقة من الثروة وحشد هذه الموارد بفعالية لممارسة السلطة عبر مسافات طويلة.
كانت أول هذه القوى التكنولوجية الصناعية هي الإمبراطورية البريطانية في القرن التاسع عشر. كقوة بحرية، كمنت قوتها وقدرتها على فرض القوة لتعزيز مصالحها في البحرية الملكية. كان من ضمن المكونات المهمة لهذه القدرة: نظام عالمي من القواعد البحرية ومحطات التزود بالفحم، وبيروقراطية لوجستية كبيرة للإشراف على بناء السفن، وتزويد الفحم، والغذاء، والمياه، والبحارة، وقاعدة صناعية لتصنيع الأسطول وتعزيزه التكنولوجي. خلال حرب الأفيون الأولى (42-1839)، فإن هذه القدرة هي التي مكنت قوة استكشافية بريطانية مكونة من 15 سفينة ثكنية و4 زوارق حربية بخارية و25 قاربًا صغيرًا مع 4,000 فرد من مشاة البحرية من النجاح في الدفاع عن مصالحها على بعد 6,000 ميل من الميناء الأصلي للأسطول. كان عصر دبلوماسية مدافع الأسطول الذي افتتحته تلك الحادثة أحد ممارسات فرض القوة في الغرب، وكان يُستخدم عادة في الدفاع عن المصالح التجارية والسياسية.
كانت القوة الاستكشافية الأنجلو- فرنسية التي أُرسلت لدعم الإمبراطورية العثمانية ضد العدوان الروسي خلال حرب القرم (56-1853) واحدة من الأمثلة الأولى على حملة استطلاعية مُخطط لها بغرض فرض القوة. وكانت أول حملة تستخدم التكنولوجيا الحديثة، بما في ذلك السفن الحربية التي تعمل بالبخار والاتصالات البرقية.
مثال توضيحي آخر لفرض القوة الصناعية، كان الحملة البريطانية الجزائية إلى الحبشة في عام 1868 كرد على إمبراطور إثيوبيا تيودروس الثاني لسجنه عدة مبشرين وممثلين عن الحكومة البريطانية. كانت القوة الاستكشافية المُرسلة تشكل تحديًا لوجستيًا وتكنولوجيًا هائلًا في ذلك الوقت. وبقيادة الملازم العام السير روبرت نابير من جيش بومباي، استُخدمت الاستخبارات العسكرية لتقدير الحجم المطلوب للجيش وصعوبات اجتياز التضاريس الوعرة.
نُقلت قوة عسكرية يتجاوز عددها 30,000 فرد من الهند البريطانية إلى زولا على البحر الأحمر على متن أسطول مكون من أكثر من 280 سفينة بخارية، بينما بنت كتيبة متقدمة من المهندسين ميناءً كبيرًا مع رصيفَين ومستودعات ومنارة، وأنشأت سكة حديد بطول 20 ميلًا نحو الداخل. كما بُني طريق لنقل المدفعية بمساعدة الفيلة. بعد ثلاثة أشهر من الترحال، صدت القوات البريطانية هجومًا إثيوبيًا وقصفت قلعة مغدالا إلى أن استسلمت؛ أما الإمبراطور الإثيوبي تيودوروس فقد انتحر.
في الحرب الروسية اليابانية أثناء عامي 1904 و1905، أظهر التدمير الياباني لأسطول البحرية الروسية الإمبراطورية في المحيط الهادئ عجز الإمبراطورية الروسية عن فرض القوة في الشرق. قلل هذا على الفور نفوذ روسيا الدبلوماسي في تلك المنطقة. في الوقت نفسه، أصبحت جيوش روسيا الغربية أقل مصداقية، إذ  كشفت التعبئة العامة عن عيوب تنظيمية وألقت بالجيوش الغربية في الفوضى. وقاد ذلك المحللين في أوروبا، مثل رئيس الأركان الألماني الكونت ألفريد فون شليفن، إلى استنتاج أن روسيا ستثبت عدم كفاءتها في فرض القوة في أوروبا، وبالتالي تخفيض رتبتها في العلاقات الدبلوماسية الأوروبية.
يمكن اعتبار العديد من الإجراءات الأخرى بمثابة فرض للقوة. القرن التاسع عشر مليء بحوادث مثل قصف كاجوشيما عام 1864 وثورة الملاكمين. في الآونة الأخيرة، قدمت حرب فوكلاند مثالًا على قدرة المملكة المتحدة على فرض القوة بعيدًا عن وطنها. وتشمل الأمثلة الحديثة الأخرى على فرض القوة غزو العراق بقيادة الولايات المتحدة وقصف الناتو ليوغوسلافيا. تُعد قدرة القوات البحرية الأمريكية، والبحرية الملكية البريطانية، والبحرية الفرنسية على نشر أعداد كبيرة من السفن لفترات طويلة من الوقت وبعيدًا عن أوطانها؛ دليلًا على قدراتها البارزة في فرض القوة.

## قدرات فرض الهيمنة
| قدرات فرض الهيمنة | قدرات فرض الهيمنة | قدرات فرض الهيمنة    | قدرات فرض الهيمنة    | قدرات فرض الهيمنة                           | قدرات فرض الهيمنة                           | قدرات فرض الهيمنة    |
| البلد             | التكتل/المجموعة | بحرية المياه الزرقاء | حاملة مروحيات/طائرات | قائمة الدول التي لها قواعد عسكرية في الخارج | جنود منتشرون في عمليات خارج الحدود          | نظرية الردع          |
| ----------------- | --- | -------------------- | -------------------- | ------------------------------------------- | ------------------------------------------- | -------------------- |
| أستراليا          | مجموعة العشرين/ميكتا/خمسة أعين/دول الكومنولث/منتدى التعاون الاقتصادي لدول آسيا والمحيط الهادئ/أنزوس                                                                 | بحرية المياه الخضراء | 2                    | 1                                           | 2900                                        |                      |
| الأرجنتين         | مجموعة العشرين/اتحاد دول أمريكا الجنوبية/UFC |                      | 0                    | 0                                           | 1050                                        |                      |
| بلجيكا            | الاتحاد الأوروبي/حلف شمال الأطلسي |                      | 0                    | 0                                           | 710                                         | خطة المشاركة النووية |
| البرازيل          | مجموعة العشرين/G4/بريكس/اتحاد دول أمريكا الجنوبية | بحرية المياه الخضراء | 1                    | 0                                           | 273                                         |                      |
| كندا              | مجموعة العشرين/مجموعة الدول الصناعية السبع/حلف شمال الأطلسي/منتدى التعاون الاقتصادي لدول آسيا والمحيط الهادئ/خمسة أعين/دول الكومنولث/يو إف سي                       | بحرية المياه الخضراء | 0                    | 0                                           | 3600                                        |                      |
| الصين             | P5/مجموعة العشرين/بريكس/منتدى التعاون الاقتصادي لدول آسيا والمحيط الهادئ/SCO                                                                                        | بحرية المياه الزرقاء | 3                    | 1                                           | 11,775                                      |                      |
| مصر               | الاتحاد الأفريقي/جامعة الدول العربية/D-8 |                      | 2                    | 0                                           | 3760                                        |                      |
| فرنسا             | P5/مجموعة العشرين/مجموعة الدول الصناعية السبع/الاتحاد الأوروبي/حلف شمال الأطلسي/كوينت                                                                               | بحرية المياه الزرقاء | 4                    | 10                                          | 10,300                                      |                      |
| ألمانيا           | مجموعة العشرين/مجموعة الدول الصناعية السبع/G4/الاتحاد الأوروبي/حلف شمال الأطلسي/كوينت                                                                               | بحرية المياه الخضراء | 0                    | 1                                           | 3450                                        | خطة المشاركة النووية |
| الهند             | مجموعة العشرين/بريكس/G4/دول الكومنولث/رابطة جنوب آسيا للتعاون الاقليمي/SCO                                                                                          | بحرية المياه الزرقاء | 2                    | 4                                           | 6430                                        |                      |
| إندونيسيا         | مجموعة العشرين/أسيان/منتدى التعاون الاقتصادي لدول آسيا والمحيط الهادئ/UFC/D-8                                                                                       |                      | 0                    | 0                                           | 3064                                        |                      |
| إيطاليا           | مجموعة العشرين/مجموعة الدول الصناعية السبع/يو إف سي/الاتحاد الأوروبي/حلف شمال الأطلسي/كوينت                                                                         | بحرية المياه الزرقاء | 2                    | 2                                           | 6000                                        | خطة المشاركة النووية |
| اليابان           | مجموعة العشرين/مجموعة الدول الصناعية السبع/G4/منتدى التعاون الاقتصادي لدول آسيا والمحيط الهادئ                                                                      | بحرية المياه الخضراء | 4                    | 1                                           | 278                                         |                      |
| المكسيك           | مجموعة العشرين/ميكتا/منتدى التعاون الاقتصادي لدول آسيا والمحيط الهادئ/يو إف سي                                                                                      |                      | 0                    | 0                                           |                                             |                      |
| هولندا            | الاتحاد الأوروبي/حلف شمال الأطلسي | بحرية المياه الخضراء | 0                    | 0                                           | 650                                         | خطة المشاركة النووية |
| نيجيريا           | الاتحاد الأفريقي/أوبك/دول الكومنولث/D-8 |                      | 0                    | 0                                           | 2190                                        |                      |
| باكستان           | D-8/ يو إف سي/SCO |                      | 0                    | 0                                           | 5264                                        |                      |
| بولندا            | الاتحاد الأوروبي/حلف شمال الأطلسي |                      | 0                    | 0                                           | 3000                                        |                      |
| روسيا             | P5/مجموعة العشرين/بريكس/SCO/EAEU | بحرية المياه الزرقاء | 1                    | 10                                          | 48,500                                      |                      |
| السعودية          | مجموعة العشرين/أوبك/منظمة التعاون الإسلامي/مجلس التعاون لدول الخليج العربية/جامعة الدول العربية                                                                     |                      | 0                    | 0                                           |                                             |                      |
| جنوب إفريقيا      | مجموعة العشرين/بريكس/الاتحاد الأفريقي/دول الكومنولث |                      | 0                    | 0                                           | 1171                                        |                      |
| كوريا الجنوبية    | مجموعة العشرين/منتدى التعاون الاقتصادي لدول آسيا والمحيط الهادئ/ميكتا/Ufc                                                                                           | بحرية المياه الخضراء | 1                    | 0                                           | 1008                                        |                      |
| إسبانيا           | الاتحاد الأوروبي/حلف شمال الأطلسي/يو إف سي | بحرية المياه الخضراء | 1                    | 0                                           | 1500                                        |                      |
| تركيا             | مجموعة العشرين/D-8/ميكتا/حلف شمال الأطلسي/يو إف سي |                      | 0                    | 4                                           | 5200 (باستثناء القوات التركية في شمال قبرص) | خطة المشاركة النووية |
| المملكة المتحدة   | P5/مجموعة العشرين/مجموعة الدول الصناعية السبع/منتدى التعاون الاقتصادي لدول آسيا والمحيط الهادئ/خمسة أعين/الاتحاد الأوروبي/حلف شمال الأطلسي/كوينت/FPDA/دول الكومنولث | بحرية المياه الزرقاء | 2                    | 15                                          | 15,000                                      |                      |
| الولايات المتحدة  | P5/مجموعة العشرين/مجموعة الدول الصناعية السبع/حلف شمال الأطلسي/منتدى التعاون الاقتصادي لدول آسيا والمحيط الهادئ/خمسة أعين/كوينت/أنزوس                               | بحرية المياه الزرقاء | 20                   | 38                                          | 130,000                                     |                      |